# Unión Vegetariana Internacional
La Unión Vegetariana Internacional (IVU) es una organización no gubernamental que tiene como propósito promover el vegetarianismo. Fue fundada en 1908 en Dresde, Alemania.
Es considerada una organización paraguas ya que bajo esta hay incluidas organizaciones de muchos países, y a menudo organiza también Congresos Vegetarianos Mundiales y Regionales.
El órgano de gobierno de la IVU es el Consejo Internacional, y las personas que lo forman son voluntarios sin sueldo elegidos por las Sociedades miembros de pleno derecho en cada Congreso Vegetariano Mundial.
En 1978, la Unión Vegetariana Internacional ratificó la celebración el 1 de octubre de cada año del Día Mundial del Vegetarianismo, que en 1977 estableció la Sociedad Vegetariana de Norteamericana, para promover los beneficios de la alimentación vegetariana y el respeto a los animales.